# Deborah Lurie

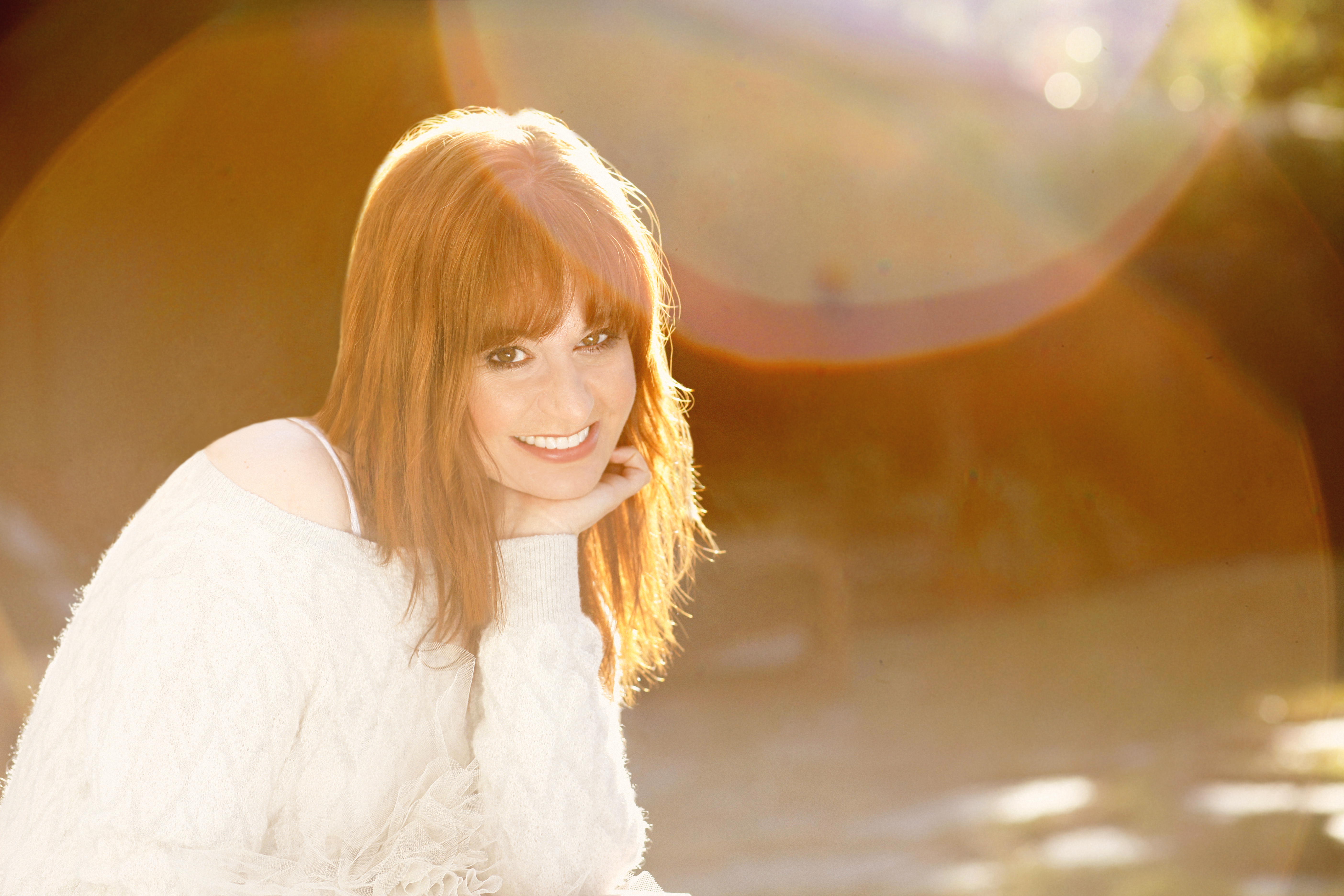
Deborah Lurie

Deborah Ruth Lurie (* 9. März 1974 in Boston, Massachusetts) ist eine US-amerikanische Komponistin.

## Leben
Deborah Ruth Lurie wuchs in Palo Alto, Kalifornien auf. Bereits im Alter von zwei Jahren spielte sie auf dem Klavier, bevor sie mit sechs Jahren professionellen Klavierunterricht erhielt. Dank der künstlerischen und kulturellen Unterstützung ihrer Eltern besuchte sie häufig Theateraufführungen und Musicals, sodass sie ihr Interesse an Musikkomposition bestärkten und sie anfing, anhand ihres Hörverstehens selbst Musik zu komponieren. Nachdem sie für die Theateraufführung A Midsummer Night’s Dream ihrer High School erstmals ein eigenständiges Stück komponierte, begann sie ein Studium der Komposition an der University of Southern California, welches sie 1997 erfolgreich abschloss.
Nachdem sie unter anderem von Christopher Young unterrichtet wurde, war es John Ottman, der ihr die ersten Möglichkeiten bot, unter seiner Regie zu komponieren, bevor sie mehrere Jahre unter Danny Elfman für Filme wie Hellboy – Die goldene Armee, Spider-Man 2 und Wanted komponierte und das Orchester leitete. Neben der gemeinsamen Komposition mit Elfman an 9 ist sie vor allem durch ihre Arbeit an Plötzlich verliebt, Ein ungezähmtes Leben und Mozart und der Wal bekannt geworden.

## Filmografie (Auswahl)
- 1999: George Lucas in Love
- 2004: Imaginary Heroes
- 2004: Mein Name ist Modesty (My Name Is Modesty)
- 2004: Plötzlich verliebt (Sleepover)
- 2005: Ein ungezähmtes Leben (An Unfinished Life)
- 2005: Mozart und der Wal (Mozart and the Whale)
- 2006: Der Weihnachtsmann streikt (The Year Without a Santa Claus)
- 2006: Wunder der Tiefe 3D (Deep Sea 3D)
- 2007: Der kleine Verräter (The Little Traitor)
- 2008: Betrayed – Der Preis der Wahrheit (Betrayed)
- 2009: 9
- 2009: Dance Flick – Der allerletzte Tanzfilm (Dance Flick, zusätzliche Musik)
- 2010: Das Leuchten der Stille (Dear John)
- 2011: Footloose
- 2011: Justin Bieber: Never Say Never
- 2011: Prom – Die Nacht deines Lebens (Prom)
- 2012: Einmal ist keinmal (One for the Money)
- 2012: Fun Size – Süßes oder Saures (Fun Size)
- 2013: Safe Haven – Wie ein Licht in der Nacht (Safe Haven)